# Натриев нитрат
Натриевият нитрат (NaNO3), познат още като натриева или чилска селитра, е природен продукт, добиван за първи път в Чили, Перу и Боливия. Получава се и по синтетичен път. Натриевата селитра е лесноразтворим и бързодействащ тор, който съдържа 15 – 16% азот. Нитратният анион не се поглъща лесно от почвата и затова притежава голяма подвижност, поради което торът се внася на части, за да не се измива и да се използва по-пълно. Физиологично алкален тор, затова при кисела почва подобрява почвената реакция. Продължителното торене води до натрупване на натрий в почвата, което влошава нейната структура. Селитрата не е хигроскопична и лесно се запазва и разпръсква.